# Saint-Lucia-Amazone
Die Saint-Lucia-Amazone  (Amazona versicolor) auch Blaumaskenamazone, oder Blaustirnamazone ist eine Papageienart aus der Unterfamilie der Neuweltpapageien, die zu den bedrohtesten Amazonenart gehört.

## Merkmale
Die Grundfärbung des Gefieders dieser 43 Zentimeter groß werdenden Amazonenart ist grün. Namensgebend ist die blaue Kopfbefiederung: Sowohl die Stirn, der Vorderkopf als auch die Augenzügel sind von violettblauer Farbe. Die Region rund um die Augen, die Ohren sowie die Wangen sind dagegen blau bis blaugrün gefiedert. Dagegen setzt sich an der Kehle ein rotes Band ab, die Brust und der Bauch sind grüngelb mit vereinzelten weinroten Federn.

## Verbreitung
Saint-Lucia-Amazonen sind auf die Insel St. Lucia beschränkt, eine kleine Insel der Kleinen Antillen. Ihr Lebensraum sind primäre Urwälder in den Bergen von St. Lucia, die mittlerweile durch Rodungen auf ein Gebiet von 65 bis 70 Quadratkilometer zusammengeschrumpft sind.

## Gefährdung
1975 betrug die Bestandszahl der Saint-Lucia-Amazone nur noch 125 bis 175 Tiere. Durch eine strenge Unterschutzstellung stieg die Anzahl der Tiere bis zu Beginn der 1990er Jahre wieder auf etwa 300 Tiere. Durch den kleinen Verbreitungsraum ist diese Art jedoch gefährdet, durch einen Krankheitsausbruch oder eine Naturkatastrophe vernichtet zu werden.